# Las estaciones (Mucha)
Las estaciones o Las cuatro estaciones es el nombre de tres series de litografías en color diferentes producidas por el artista visual checo Alfons Mucha. Se produjeron en 1896, 1897 y 1900.

## Fondo
En 1894, Mucha produjo el cartel de Gismonda, una obra teatral protagonizada por Sarah Bernhardt. Bernhardt admiraba mucho la obra de Mucha y le encargó un contrato de exclusividad por seis años.  El estilo empleado en Gismonda, entonces denominado 'estilo Mucha', causó sensación en París y llegó a conocerse como el movimiento Art Nouveau. 
Después de Gismonda, Mucha logró una gran afluencia de trabajo. Poco después, F. Champenois, un rico mecenas e impresor afincado en París, le encargó un trabajo.  Mientras trabajaba con Champenois, Mucha creó paneles decorativos o carteles con texto que tenían únicamente fines decorativos.  Estos paneles se publicaron en grandes tiradas y a precios módicos.

## Composición y estampas
Las series de las Estaciones de Mucha son emblemáticas entre sus obras gráficas, presentando composiciones fuertemente centradas y figuras femeninas idealizadas y alegóricas en poses sensuales o provocativas.   Los paneles de Mucha también guardan cierta similitud con los grabados en madera japoneses. De hecho, Mucha estuvo influenciado por el arte japonés, como muchos otros artistas europeos de finales del siglo XIX y principios del XX. 
Las figuras femeninas en las obras de Mucha están "entrelazadas con cabello vaporoso y vestidos ligeros inspirados en la naturaleza, adornadas con follaje esbelto", así como con joyas extravagantes.  Mucha llena el fondo de estas piezas con curvilíneos patrones florales o abstractos.  Los colores naturales y el oro también ayudan a acentuar las piezas, mientras que frisos funcionales y decorativos a menudo enmarcan las ilustraciones de Mucha.  Las copias de su serie Las cuatro estaciones se volverían escasas debido a la gran demanda. 

## Serie de 1896
Las estaciones, publicada en 1896, fue la primera serie que Mucha produjo durante su colaboración con Champenois.  Muestra a cuatro mujeres diferentes en entornos florales que representan las estaciones del año: primavera, verano, otoño e invierno.  Cada panel tiene un tamaño de 103 x 54 cm. 
Cada una de las estaciones tiene un toque característico en sus representaciones alegóricas. La primavera, el verano, el otoño y el invierno se representan como inocente, sensual, fructífera y helada, respectivamente. 
La joven del verano está adornada con amapolas rojas en su filiforme cabello castaño, sentada en una roca se apoya despreocupada en una vid y toca con sus pies en aguas someras. Se representa al otoño luciendo una corona de crisantemos en su cabello del mismo tono y color que verano. También se la ve sentada, recogiendo uvas de una vid al borde de una hondonada. Mucha representa la primavera como una figura rubia con un vestido blanco traslúcido, de pie bajo un árbol florido y sosteniendo una lira. Mientras tanto, el invierno es representado con una figura envuelta de la cabeza a los pies en un manto verde pálido, de pie junto a un arbusto cubierto de nieve, recogiéndose para resguardarse del frío y con un pajarillo entre las manos que calienta con su aliento.

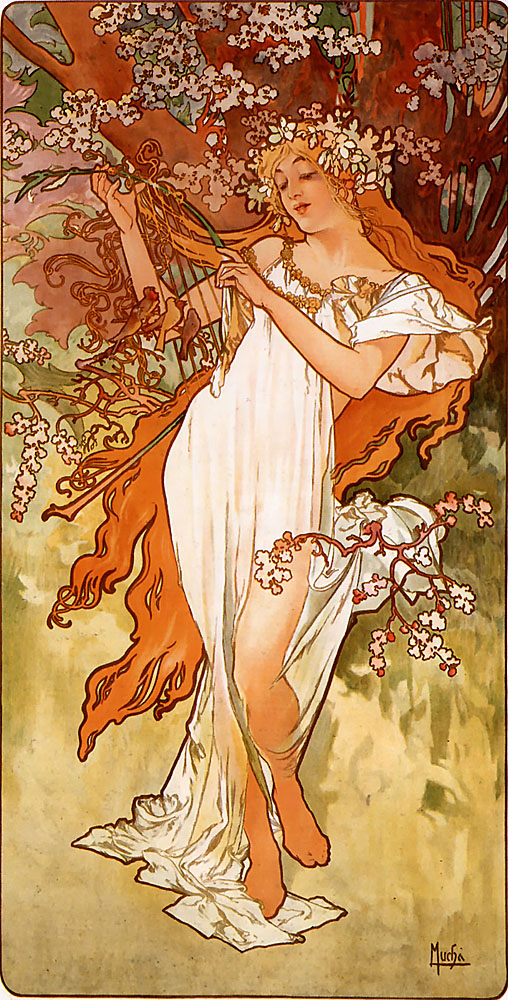
Primavera (1896)
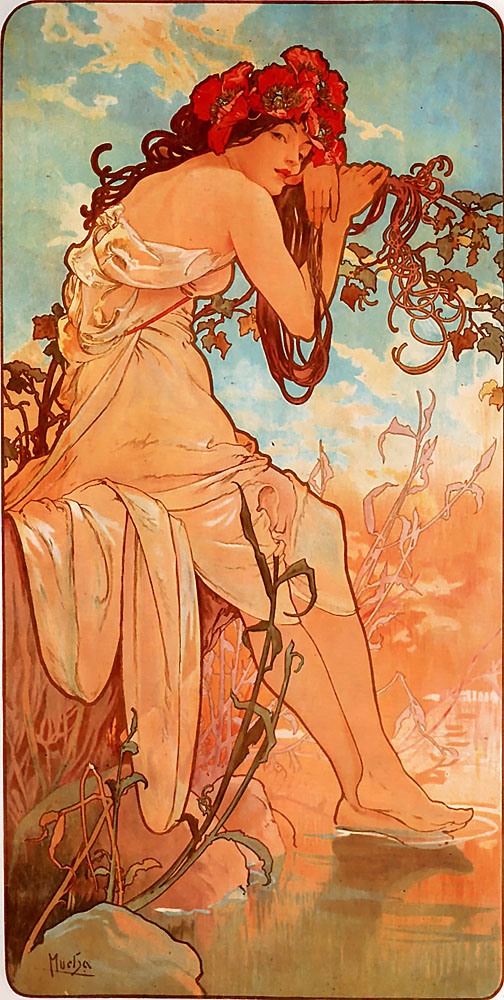
Verano (1896)
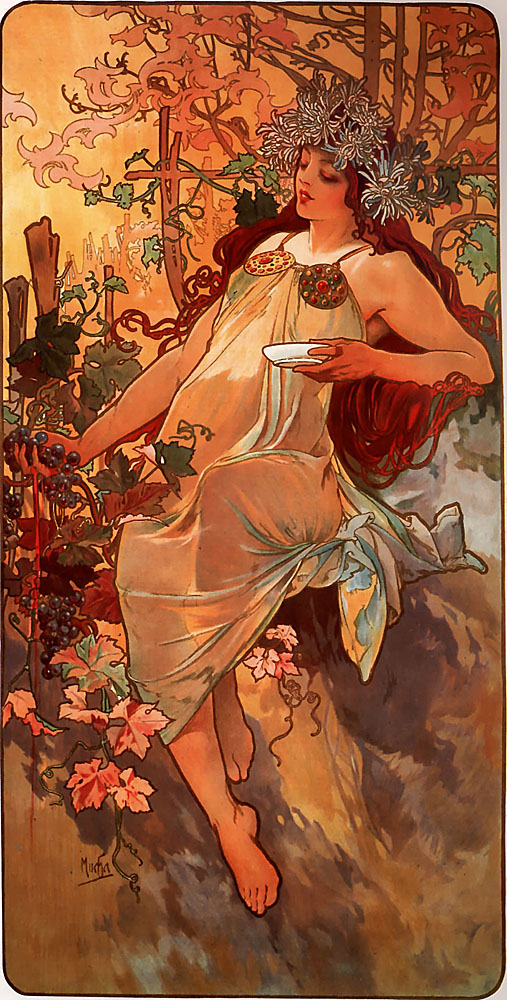
Otoño (1896)
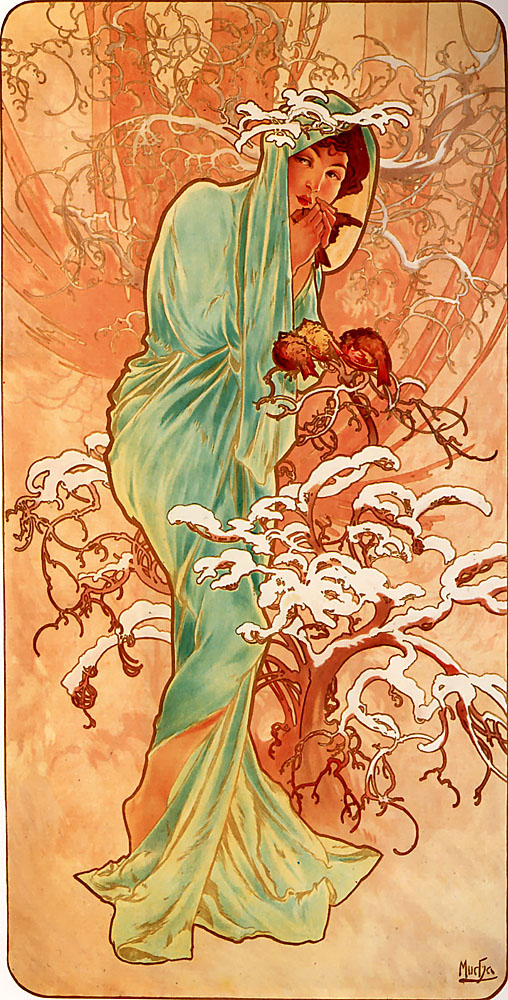
Invierno (1896)

## Series de 1897 y 1900
Debido al éxito de la serie de 1896, Champenois le pidió a Mucha que diseñara dos series más basadas en el tema de las estaciones en 1897 y 1900.   También existen diseños para otros dos conjuntos, que no llegaron a materializarse.
La serie de litografías en color sobre papel de 1897 presentan paneles de 15 x 43 cm y se encuentra en el Instituto de Arte de Chicago.
La serie de 1900 también está formada por litografías en color, esta vez de un tamaño de 54,29 x 75,88 cm. La serie de 1900 se encuentra en el Museo de Victoria y Alberto.

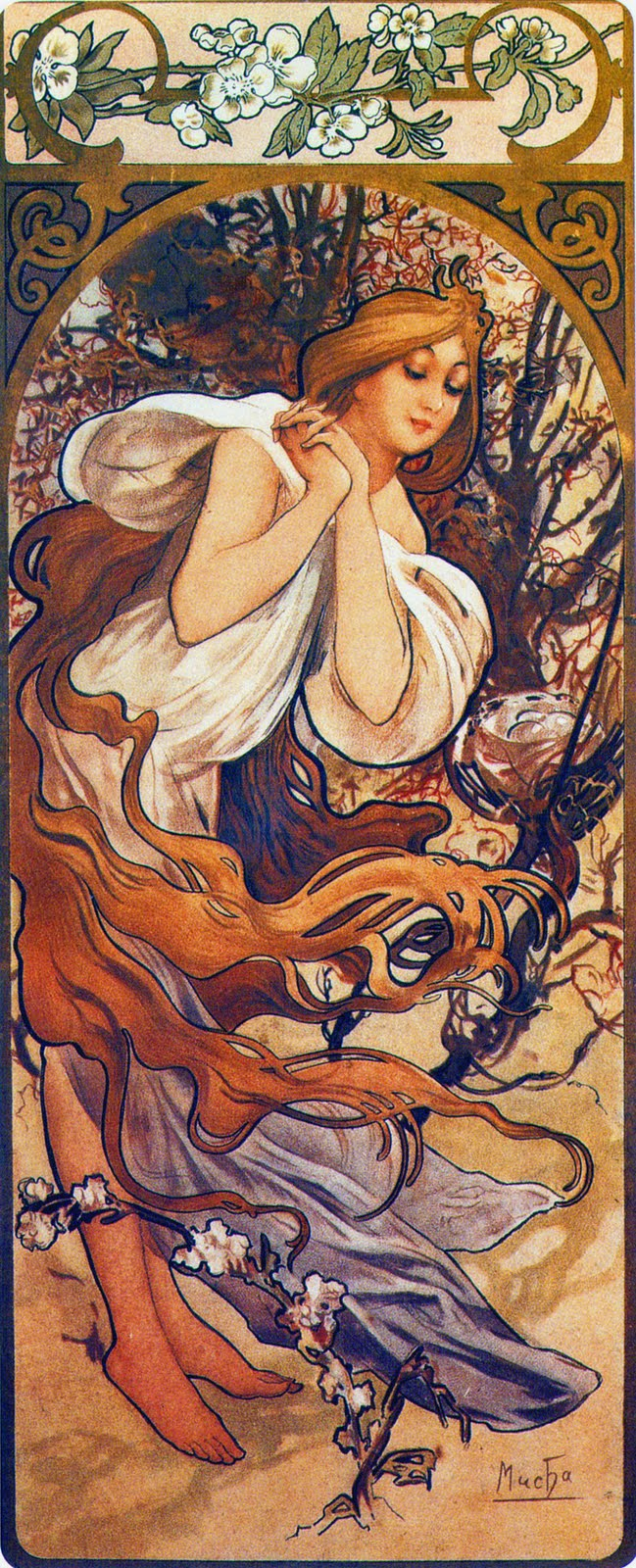
Primavera (1897)
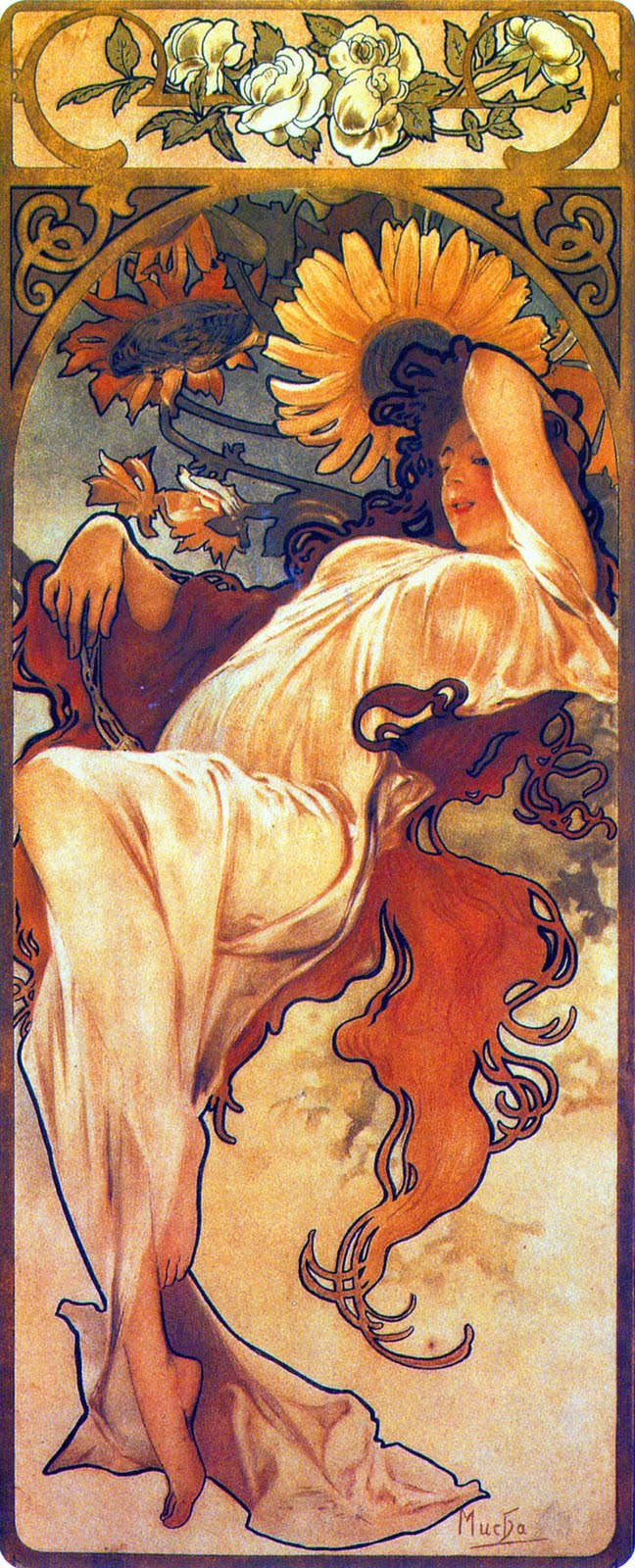
Verano (1897)
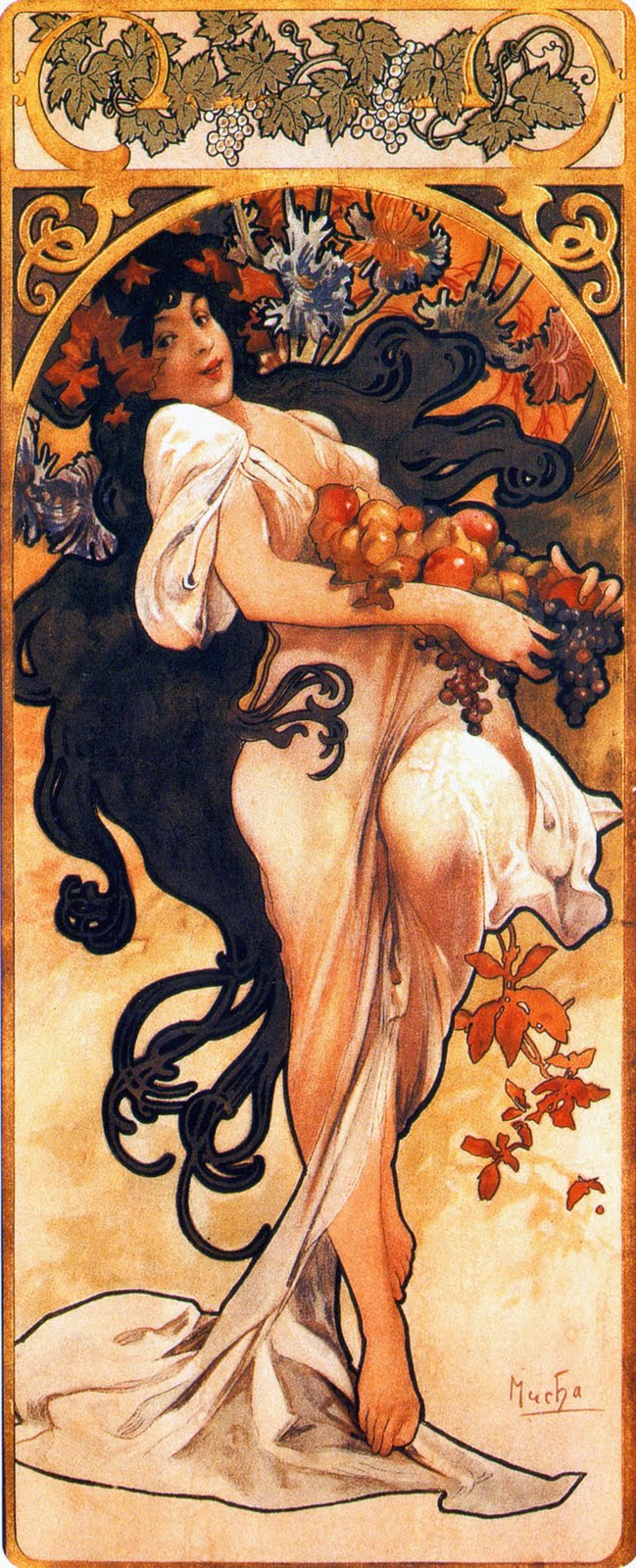
Otoño (1897)
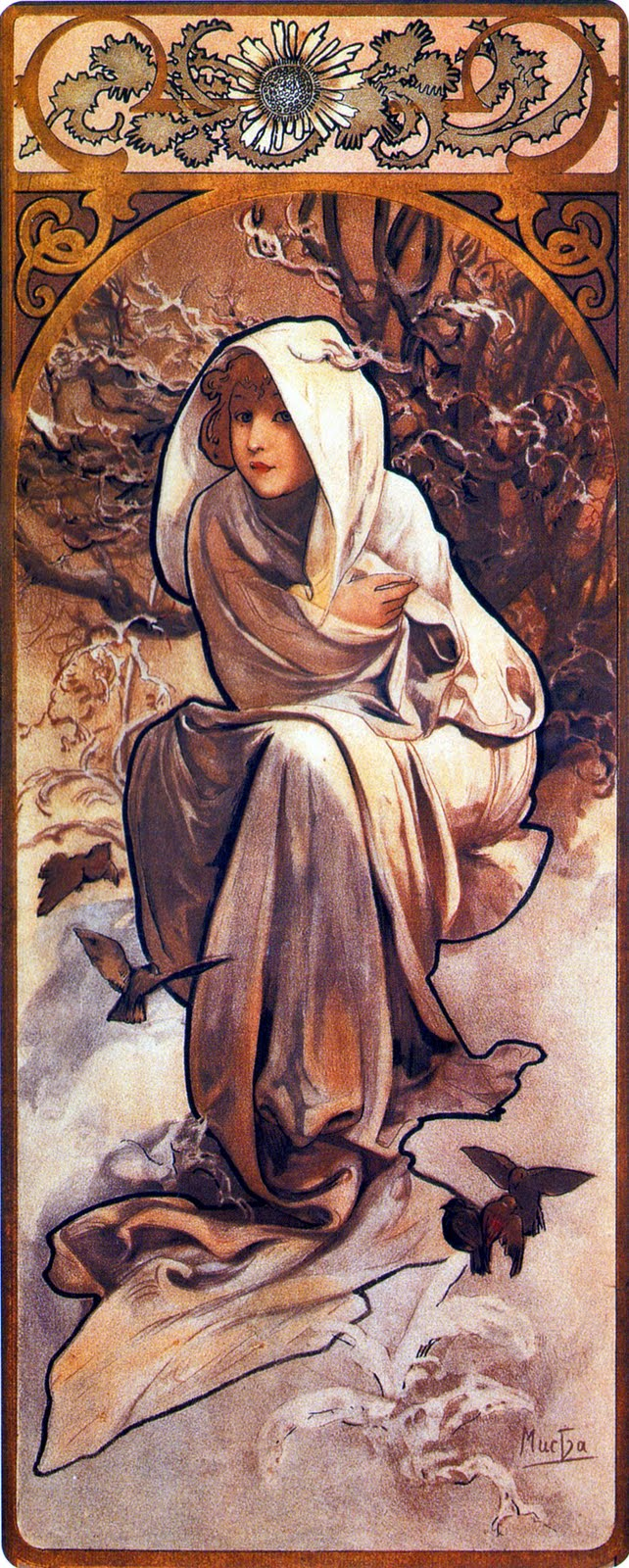
Invierno (1897)

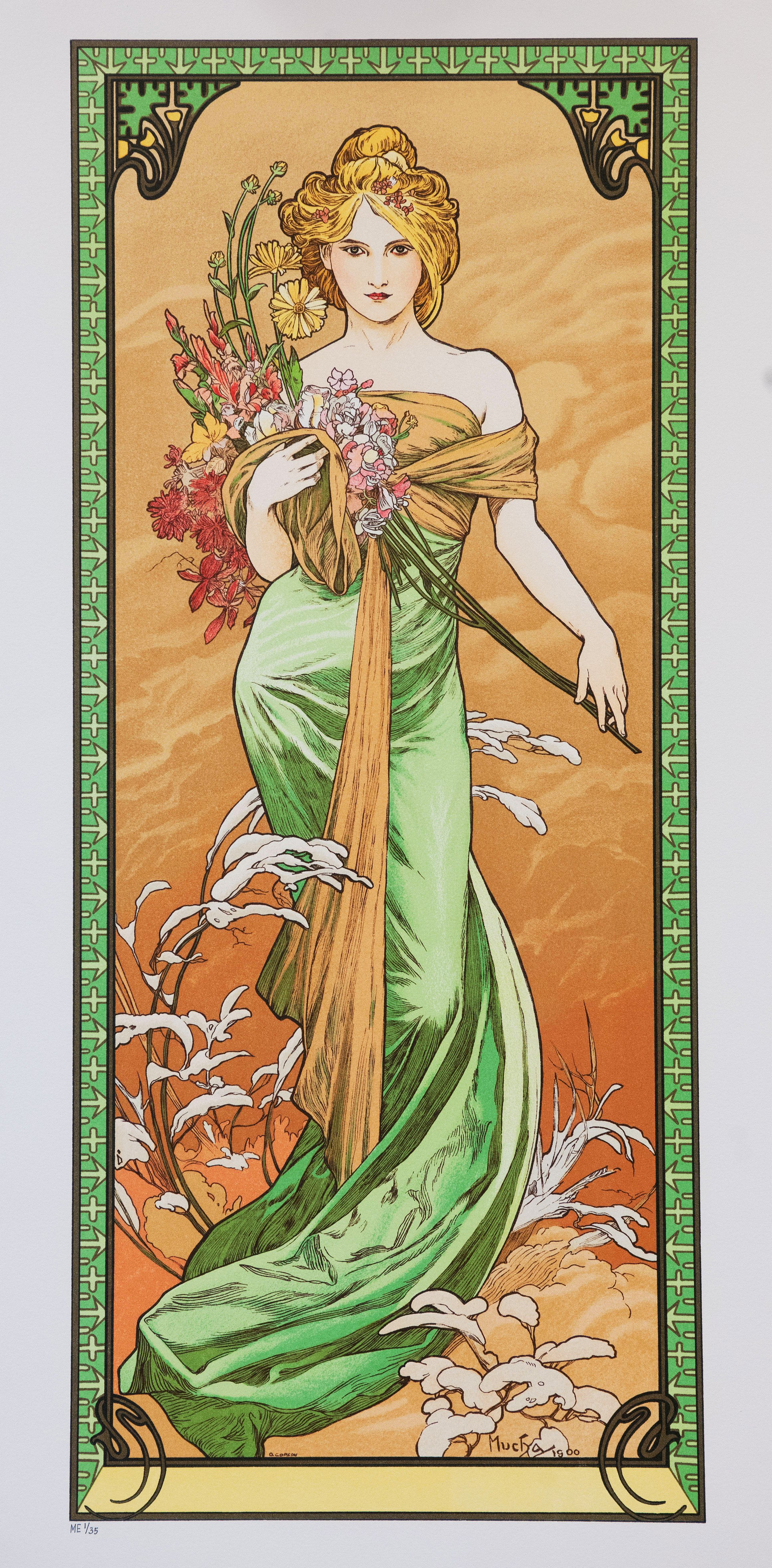
Primavera (1900)
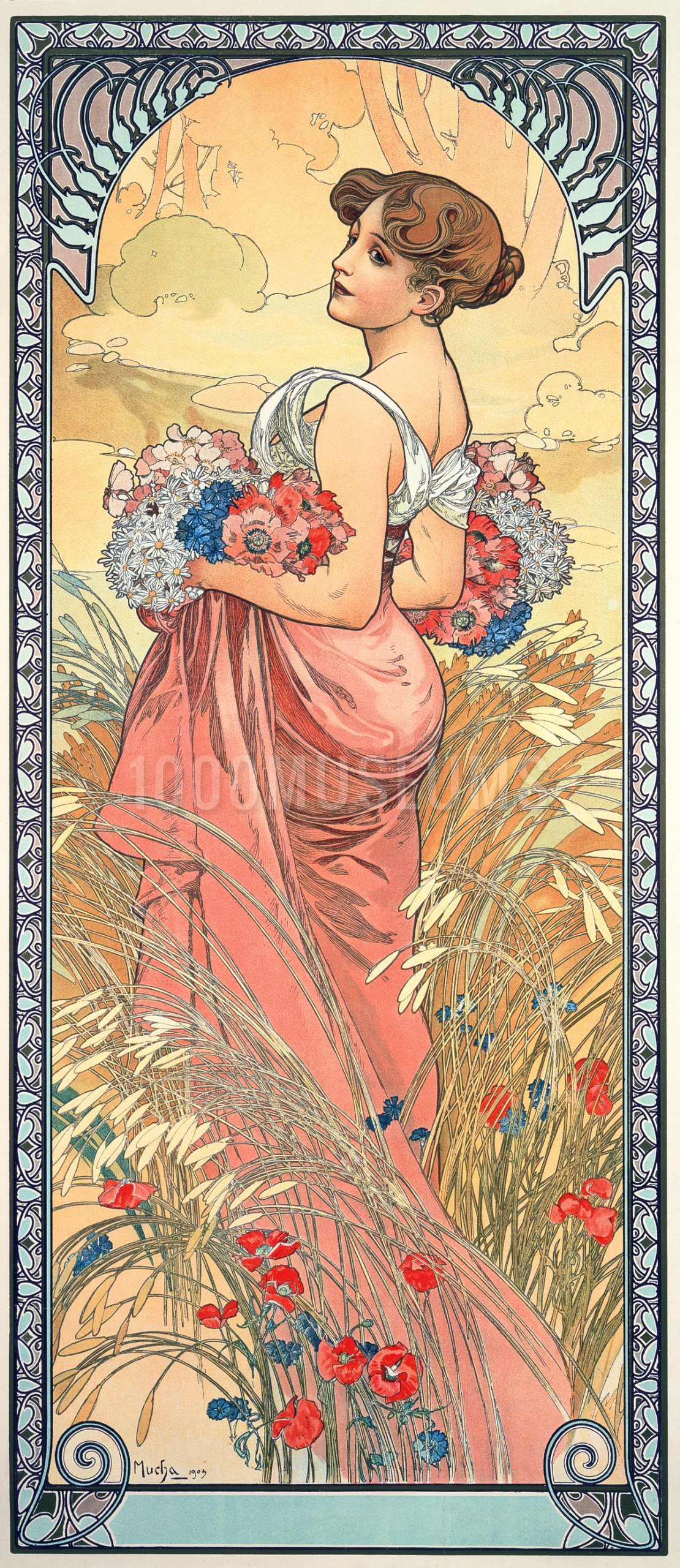
Verano (1900)
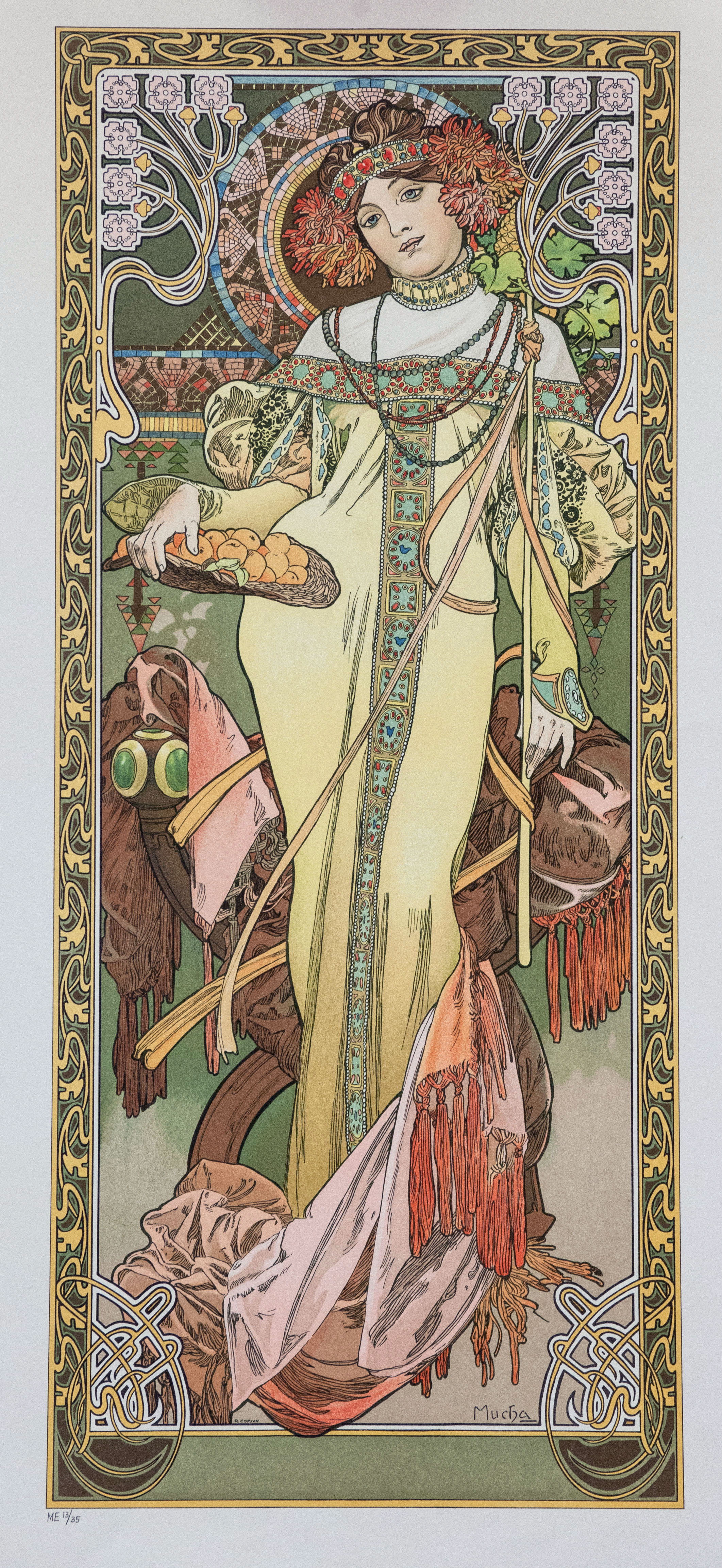
Otoño (1900)
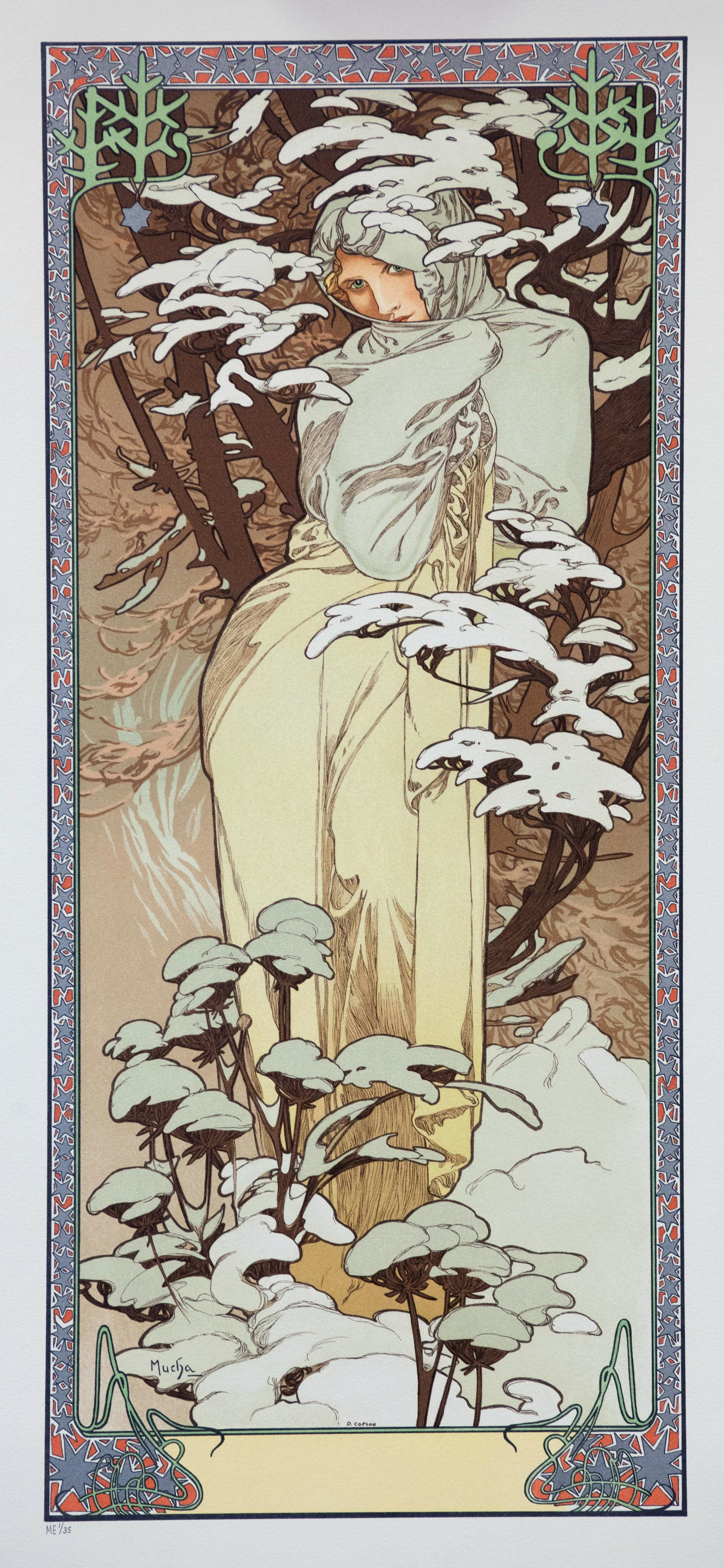
Invierno (1900)